# Скомля
 Тази статия е за селото в Белоградчишко.  За преминаващата през него река вижте Скомля (река).  
Ско̀мля е село в Северозападна България. То се намира в община Димово, област Видин. Близо до Скомля минава жп линията Мездра-Видин с железопътна спирка Скомля (кантон 43), която понястоящем е закрита за пътнически превози.

## География
Село Скомля се намира в област Видин (Северозападна България) и е от съставните селища на община Димово. Отстои на 11.73 км южно от общинския център гр. Димово и на главния път Е79 Видин-Монтана. Съседни на с. Скомля са селата Бела, Медовница и Дълго поле. През селото преминава река Скомля, а само на 7 км източно е язовир Дреновец.
Край с. Скомля минава жп линията Мездра-Видин с железопътна спирка Скомля (кантон 43), на която спират почти всички бързи влакове по линията за Видин.
Разстояние до столицата: 126,373 km от София.

## История
Названието на селото произлиза от минаващата покрай него река Скомля. Селището се среща в описа на тимарския регистър от 1479 – 1480 г. Въз основа на описни регистри от XV век, според които има вълнения в селата Скомина (Скомля), Цибра и Рупча, Бистра Цветкова допуска, че тези движения са следствие на похода от 1444 г. и местното население взема участие в армията на Владислав III Варненчик и Янош Хуняди.
Училището е открито през 1900 г. Читалището е основано 1922 г.

## Население
Преброяване на населението през 2011 г.
Численост и дял на етническите групи според преброяването на населението през 2011 г.:
|                     | Численост | Дял (в %) |
| Общо                | 26        | 100,00    |
| Българи             | 23        | 88,46     |
| Турци               | 0         | 0,00      |
| Цигани              | 0         | 0,00      |
| Други               | 0         | 0,00      |
| Не се самоопределят | 0         | 0,00      |
| Неотговорили        | 3         | 11,53     |

## Религии
Християнство

## Обществени институции
Училище; Кметство

## Редовни събития
- Ежегоден събор на селото – всяка първа събота и неделя на май.

## Личности
- Лозан Стрелков – поет, драматург и публицист
- Веселин Борисов – специалист по обществено здраве

## Кухня
Качамак, Покрекло, Пача.